# Banco aberto
Banco aberto, ou sistema bancário aberto ou partilhamento de dados bancários pessoais (ou open banking e open finance, em inglês), é um termo da área de serviços financeiros, que é parte da tecnologia financeira, relativo a um conjunto de regras sobre o uso e compartilhamento de dados e informações financeiras entre instituições, que consiste em: 
1. Uso de APIs abertas que permitem a outros desenvolvedores (empresas, etc.) a criação de aplicações e serviços à volta de uma instituição financeira;
2. Mais opções de transparência financeira para os correntistas, de dados abertos a dados privativos (por exemplo, os correntistas poderão aprovar que instituições terceiras tenham acesso a seus dados bancários e, com isso, poder-se-á concentrar toda a gestão das finanças num só aplicativo, site ou plataforma);
3. Uso da técnica de código aberto para alcançar os objectivos supracitados.[2]

O banco aberto, como um conceito, poderia ser considerado uma subespécie do conceito de inovação aberta, um termo promovido por Henrico Chesbrough. Ele está ligado a mudanças nas atitudes em relação à questão da propriedade de dados, tratada por regulamentos, como o R.G.P.D., e conceitos como o movimento Dados Abertos.

## História
Em outubro de 2015, o Parlamento Europeu adotou uma Directiva de Serviços de Pagamento (D.S.P.) (Payment Services Directive (P.S.D.), em inglês) revista, conhecida como D.S.P.2. As novas regras inclusas visam promover o desenvolvimento e uso de pagamentos inovadores em linha e móveis via o banco aberto.
Em agosto de 2016, a Autoridade de Concorrência e Mercados (A.C.M.) (Competition and Markets Authority (C.M.A.), em inglês) do Reino Unido emitiu uma decisão exigindo que os nove maiores bancos do Reino Unido, H.S.B.C., Barclays, Banco Real da Escócia (Royal Bank of Scotland (R.B.S.), em inglês), Santander, Banco da Irlanda (Bank of Ireland, em inglês), Banco Irlandês Aliado (Allied Irish Bank, em inglês), Banco Dano (Danske Bank, em inglês), Lloyds, e Sociedade de Construção Nacional (Nationwide Building Society, em inglês), permitissem às empresas incipientes licenciadas acesso directo a seus dados ao nível das transacções de conta-corrente.
O novo regulamento entrou em vigor em 13 de janeiro de 2018 e é criado pela Banco Aberto Limitada (Open Banking Limited, em inglês), uma organização sem fins lucrativos criada especialmente para esse fim. No entanto, a aplicação cabe à A.C.M. A protecção dos clientes será feita pelos bancos, para pagamentos, ou pela Secretaria do Comissário de Informação (Information Commissioner's Office, em inglês), para dados.

### Portugal
Em Portugal (país pertencente à União Europeia), as novas regras europeias dos pagamentos foram aplicadas no ordenamento jurídico nacional a 13 de novembro de 2018, sendo que a respectiva implementação ficou concluída/disponível (entrada em vigor) em 14 de setembro de 2019 com a complementariedade da autenticação forte (strong authentication, em inglês).

### Brasil
No Brasil, o Banco Central começou a discutir o tema em abril de 2019.
"Já existem alguns casos de compartilhamento de informações no mercado brasileiro. São os casos, por exemplo, do Guiabolso, fintech que consolida informações financeiras dos clientes em uma plataforma; e do Conta Azul, aplicativo que permite a pequenas empresas que são clientes do Banco do Brasil fazer a integração automática de suas contas e extratos num só lugar", segundo reportagem do jornal Valor Econômico, de abril de 2019.
Em agosto de 2019, a plataforma Guiabolso e o Banco Original anunciaram a integração das contas, permitindo que os clientes do banco conectassem suas contas correntes ao aplicativo. Com isso, passaram a ter todos os seus dados de gastos organizados e categorizados no Guiabolso. A integração é considerada o primeiro caso prático de compartilhamento de APIs de Open Banking num serviço para a pessoa física e uma antecipação à regulamentação que está sendo discutida pelo Banco Central.
Em março de 2020, o Banco Central criou um grupo de trabalho com nove entidades do setor para discutir o modelo no país:
- Federação Brasileira dos Bancos (Febraban);
- Associação Brasileira das Empresas de Cartões de Crédito e Serviços (Abecs);
- Associação Brasileira de Bancos (ABBC);
- Organização das Cooperativas Brasileiras (OCB);
- Associação Brasileira de Crédito Digital (ABCD);
- Associação Brasileira de Instituições de Pagamentos (Abipag);
- Associação Brasileira de Internet (Abranet);
- CâmaraNet;
- Associação Brasileira de Fintechs (ABFintechs).

## Críticas
Suporte para o conceito não é unânime. Mick McAteer, do Centro de Inclusão Financeira (Financial Inclusion Centre, em inglês) do Reino Unido, acha que apenas os tecnófilos serão beneficiados. Ele diz que o sistema bancário aberto é "uma idea estúpida", o que portará a uma maior exclusão financeira de aqueles de baixa renda. Ele diz que é ingenuidade dos reguladores esperar que os clientes possuam seus dados e consigam melhores ofertas dos bancos, e aponta o risco dos clientes serem explorados, seja por empresas que oferecem novas espécies de crédito consignado caras, seja por abuso de dados e informações pessoais que as pessoas revelaram em lugares como redes sociais.